# セイム川
セイム川（セイムがわ、ロシア語: Сейм, ウクライナ語: Сейм ; Seym もしくは Seim, Sejm）は、ロシアからウクライナへ流れる河川。ドニエプル川の支流、デスナ川の左支流で、最大の支流である。
ロシア・ベルゴロド州北端グブキン地区の、中央ロシア高地の南西麓に発する。クルスク州に入って州を東西に貫き、右岸（北岸）から流れるスヴァパ川（Свапа）と合流し、ウクライナのスームィ州に入る。スームィ州を横切った後、チェルニーヒウ州の東部でデスナ川に合流する。
川沿いの主な都市は、クルスク、クルチャトフ、ルィリスク（以上クルスク州）、プティーウリ（スームィ州）、バトゥールィン（チェルニーヒウ州）。かつて、流域は中世から近世にかけてシヴェーリア、ポセミエと称し、中世にはシヴェーリア公国が置かれ、さらにプチヴリ公国、ルィリスク公国、クルスク公国が存在した。リトアニア大公国、ポーランド王国、モスクワ大公国が争奪し、17世紀から18世紀にかけてはコサック国家の北端となった。
流域はステップで、川は氾濫原の中を激しく蛇行しながら進んでいる。沿岸には魚や鳥などの動物や植物が数多くみられる。

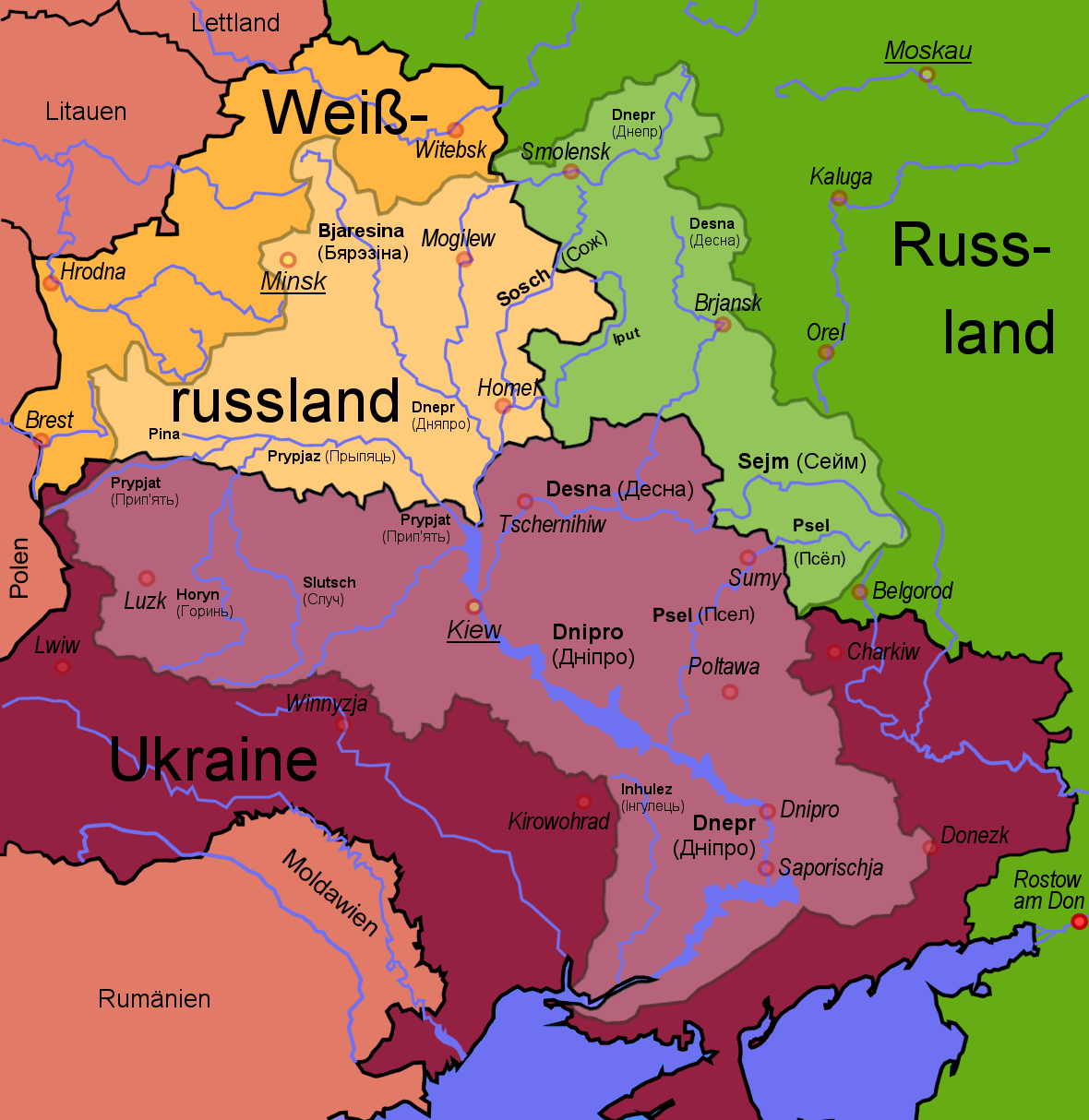
ドニエプル川流域

2024年8月、ロシアのウクライナ侵攻に対してウクライナがクルクス州に逆侵攻を開始すると、ウクライナ軍はロシア軍の兵站を断つ目的で、同月19日までに州内のセイム川に架かる橋を3本破壊した。